# Monotoma uhligi
Monotoma uhligi es una especie de coleóptero de la familia Monotomidae.

## Distribución geográfica
Habita en Kenia.